# Вещичин
Вещичин (пол. Wieszczyczyn, нім. Schönwiesenau) — село в Польщі, у гміні Дольськ Сьремського повіту Великопольського воєводства.
Населення — 304 особи (2011).
У 1975-1998 роках село належало до Познанського воєводства.

## Демографія
Демографічна структура станом на 31 березня 2011 року:
|          | Загалом | Допрацездатний вік | Працездатний вік | Постпрацездатний вік |
| -------- | ------- | ------------------ | ---------------- | -------------------- |
| Чоловіки | 150     | 27                 | 108              | 15                   |
| Жінки    | 154     | 38                 | 89               | 27                   |
| Разом    | 304     | 65                 | 197              | 42                   |